# USS Lyman K. Swenson (DD-729)
USS Lyman K. Swenson (DD-729) là một tàu khu trục lớp Allen M. Sumner được Hải quân Hoa Kỳ chế tạo trong Chiến tranh Thế giới thứ hai. Nó là chiếc tàu chiến duy nhất của Hải quân Mỹ được đặt theo tên Đại tá Hải quân Lyman Knute Swenson (1892-1942), hạm trưởng tàu tuần dương USS Juneau, tử trận khi chiếc Juneau bị đắm trong trận Hải chiến Guadalcanal, và được truy tặng Huân chương Chữ thập Hải quân. Nó đã hoạt động cho đến hết Thế Chiến II, và tiếp tục phục vụ sau đó trong Chiến tranh Triều Tiên và Chiến tranh Việt Nam cho đến khi xuất biên chế năm 1971. Con tàu được chuyển cho Đài Loan năm 1974, và được tháo dỡ để làm nguồn phụ tùng thay thế cho các tàu chị em cùng lớp. Lyman K. Swenson được tặng thưởng năm Ngôi sao Chiến trận do thành tích phục vụ trong Thế Chiến II, và thêm sáu Ngôi sao Chiến trận khác trong Chiến tranh Triều Tiên.

## Thiết kế và chế tạo
Lyman K. Swenson được đặt lườn tại xưởng tàu của hãng Bath Iron Works Corp. ở Bath, Maine vào ngày 11 tháng 9 năm 1943. Nó được hạ thủy vào ngày 12 tháng 2 năm 1944; được đỡ đầu bởi cô Cecelia A. Swenson, con gái Đại tá Swenson, và nhập biên chế tại Xưởng hải quân Boston vào ngày 2 tháng 5 năm 1944 dưới quyền chỉ huy của Trung tá Hải quân Francis T. Williamson.

## Lịch sử hoạt động

### 1944
Lyman K. Swenson hoàn tất chuyến đi chạy thử máy tại khu vực quần đảo Bermuda vào ngày 25 tháng 6 năm 1944, khi quyền chủ động trong Trận Đại Tây Dương đã hoàn toàn nằm trong tay phe Đồng Minh. Vì vậy con tàu chuẩn bị để nhận nhiệm vụ tại Mặt trận Thái Bình Dương, và đã rời Boston, Massachusetts vào ngày 31 tháng 7, băng qua kênh đào Panama vào ngày 8 tháng 8, và đi đến Trân Châu Cảng vào ngày 30 tháng 8. Sau các đợt huấn luyện và thực hành chống tàu ngầm và phòng không tại khu vực quần đảo Hawaii, nó hướng sang vùng chiến sự vào ngày 28 tháng 9, và thả neo tại Ulithi, căn cứ hoạt động chính trong sáu tháng tiếp theo của nó, vào ngày 13 tháng 10.
Lyman K. Swenson rời Ulithi vào ngày 21 tháng 10 trong thành phần Hải đội Khu trục 61, để hộ tống cho một đội tiếp liệu bao gồm mười tàu chở dầu. Lực lượng này đã ở lại ngoài khơi Philippines, tiếp nhiên liệu cho các tàu sân bay thuộc Đệ Tam hạm đội dưới quyền Đô đốc William Halsey; hạm đội đã gây tổn thất lớn cho Hải quân Đế quốc Nhật Bản trong trận Hải chiến vịnh Leyte diễn ra từ ngày 24 đến ngày 26 tháng 10; và sau đó chiếc tàu khu trục được điều sang Đội đặc nhiệm 38.4 làm nhiệm vụ hộ tống bảo vệ các tàu sân bay. Vào ngày 30 tháng 10, nó hỗ trợ cho các hoạt động tại Leyte và có những hoạt động tác chiến đầu tiên. Các tàu sân bay Franklin (CV-13) và Belleau Wood (CVL-24) bị máy bay đối phương đánh trúng, và lực lượng rút lui về Ulithi để tiếp liệu, sửa chữa và nghỉ ngơi.
Trong phần lớn tháng 11 và tháng 12, Lyman K. Swenson hộ tống cho các đội đặc nhiệm tàu sân bay nhanh khác nhau trong quá trình tái chiếm đảo Luzon. Vào giữa tháng 12, đang khi làm nhiệm vụ canh phòng máy bay, nó tham gia giải cứu bốn phi công và ba thành viên đội bay bị rơi xuống biển. Một cơn bão bất ngờ với sóng cao đến 50–60 foot (15–18 m) khiến hạm đội bị mất ba tàu khu trục Hull (DD-350), Spence (DD-512) và Monaghan (DD-354), nhưng bản thân nó đã thoát được mà không bị hư hại, và đã cùng hạm đội rút lui về Ulithi.

### 1945
Lyman K. Swenson lên đường vào ngày 31 tháng 12, 1944 cùng Đội đặc nhiệm 38.1 cho một chiến dịch càn quét kéo dài đến 3.800 nmi (7.000 km), trải suốt từ Sài Gòn và vịnh Cam Ranh tại Đông Dương thuộc Pháp, đến đảo Hải Nam, Hong Kong, Đài Loan và dọc bờ biển phía Nam Trung Quốc. Okinawa cũng lọt vào tầm ngắm của những phi vụ trinh sát hình ảnh trước khi lực lượng rút lui về Ulithi vào ngày 26 tháng 1, 1945. Trong bốn tháng tiếp theo sau, khi chuyển thuộc cùng Đệ Ngũ hạm đội dưới quyền Đô đốc Raymond Spruance, chiếc tàu khu trục hộ tống cho Đội đặc nhiệm 58.1 trong các hoạt động không kích xuống các mục tiêu tại Okinawa và đảo Kyūshū trên chính quốc Nhật Bản.
Trong Chiến dịch Okinawa, phía Nhật Bản đã nỗ lực phản công bằng hầu hết lực lượng không quân còn lại; vì vậy Lyman K. Swenson đã có dịp bắn rơi máy bay đối phương đầu tiên, một chiếc máy bay ném bom hai động cơ Yokosuka P1Y "Frances", vào ngày 18 tháng 3, rồi một chiếc thứ hai vào ngày 27 tháng 3. Đây cũng là dịp cho nó hoạt động bắn phá bờ biển, khi nó tiến hành bắn phá Okino Daitō Shima vào đầu tháng 3, và xuống Minami Daito Jima trong tháng 4 và một lần nữa vào tháng 6. Sau đó nó cùng các tàu chị em quay trở về vịnh San Pedro, Leyte để chuẩn bị cho những chiến dịch không kích cuối cùng xuống chính quốc Nhật Bản, kéo dài cho đến khi Nhật Bản đầu hàng 70 ngày sau đó.
Năm tàu sân bay, ba thiết giáp hạm, sáu tàu tuần dương cùng với lực lượng tàu khu trục hộ tống cho chúng đã lên đường vào ngày 1 tháng 7 để thực tập đội hình hộ tống bảo về và thực hành phòng không, trước khi chuyển hướng lên phía Bắc hướng đến các đảo chính quốc Nhật Bản. Sự kháng cự bằng không quân của đối phương vào lúc này đã suy giảm đáng kể, và sau khi Hải đội Khu trục 61 tiến hành càn quét tàu bè đối phương tại Sagami Wan, Honshū vào đêm 22-23 tháng 7, tàu bè đối phương cũng hiếm gặp. Lyman K. Swenson tiếp tục ở lại vùng biển đối phương cho đến khi diễn ra lễ ký kết văn kiện đầu hàng trên thiết giáp hạm Missouri (BB-63) vào ngày 2 tháng 9.
Lyman K. Swenson rời vịnh Tokyo vào ngày 20 tháng 9, và sau khi đón thêm hành khách tại Okinawa, nó bắt đầu hành trình quay trở về Hoa Kỳ. Nó về đến Seattle, Washington vào ngày 15 tháng 10, rồi đi đến San Francisco vào ngày 29 tháng 10 để đại tu. Con tàu lại đi sang Viễn Đông để hoạt động trong thành phần Đệ Thất hạm đội từ ngày 2 tháng 3, 1946 đến ngày 4 tháng 2, 1947, và sau khi hoạt động tuần tra dọc theo bờ biển Trung Quốc, Triều Tiên và Nhật Bản, nó lên đường quay trở về nhà ngang qua Kwajalein, về đến San Diego vào ngày 22 tháng 2. Trong hai năm tiếp theo, con tàu hoạt động huấn luyện cho học viên sĩ quan và nhân sự của Hải quân Dự bị Hoa Kỳ.

### Chiến tranh Triều Tiên
Lyman K. Swenson khởi hành vào tháng 3, 1950 để hướng sang khu vực Tây Thái Bình Dương. Trong thành phần Hải đội Khu trục 9, nó hoạt động cùng tàu sân bay Boxer (CV-21) ngoài khơi Okinawa cho đến khi chiến tranh bùng nổ tại Triều Tiên vào tháng 6, 1950. Trong thành phần lực lượng phản ứng nhanh của Hải quân Hoa Kỳ, đội đặc nhiệm của nó tung ra đợt không kích đầu tiên xuống Bắc Triều Tiên vào ngày 3 tháng 7, và chiếc tàu khu trục đã đảm nhiệm vai trò hộ tống bảo vệ, tuần tra, bắn phá bờ biển cũng như hỗ trợ cho năm chiến dịch dọc theo bờ biển phía Đông của bán đảo Triều Tiên. Các hoạt động gần Yodok từ ngày 22 đến ngày 26 tháng 7, và tại Chongjin thuộc phía cực Đông Bắc Triều Tiên vào ngày 20 tháng 8 là những hoạt động thành công nhất.
Vào ngày 12 tháng 9, Lyman K. Swenson lên đường trong thành phần Đơn vị Đặc nhiệm 90.62, lực lượng bao gồm sáu tàu khu trục thuộc Đội hỗ trợ hỏa lực của Lực lượng tấn công Inchon. Đơn vị tiến đến lối ra vào cảng Inchon vào trưa ngày hôm sau, gặp phải một bãi mìn trên đường đi; nhưng do đúng vào thời điểm thủy triều thấp, những quả thủy lôi nổi trên mặt nước, và chiếc tàu khu trục đã có thể phá hủy một quả mìn bằng hỏa lực pháo 40 mm.
Thả neo tại vị trí được chỉ định, các tàu khu trục tiến hành đợt bắn phá kéo dài một giờ xuống những vị trí pháo binh đối phương đã được phát hiện hay nghi ngờ trên đảo Wolmi-do và tại chính thành phố Inchon. Hoạt động trinh sát chủ động này nhằm thu hút hỏa lực của các khẩu đội pháo Bắc Triêu Tiên, bộc lộ vị trí của chúng để rồi sẽ bị tiêu diệt bởi hải pháo hay không kích. Trên đường rút lui dọc theo eo biển hẹp, các tàu khu trục chịu đựng hỏa lực từ những khẩu pháo còn sống sót; mảnh đạn pháo đã khiến một thành viên thủy thủ đoàn của Lyman K. Swenson tử trận và một người khác bị thương. Cả sáu chiếc tàu thuộc đơn vị đặc nhiệm đều được tặng thưởng danh hiệu Đơn vị Tưởng thưởng Hải quân và Đơn vị Tuyên dương Tổng thống Hàn Quốc.
Vào đúng ngày D 15 tháng 9, Lyman K. Swenson quay trở lại để hỗ trợ cho chính cuộc đổ bộ và bắn phá các mục tiêu đối phương. Nó rút lui về Sasebo, Nhật Bản vào ngày 23 tháng 10, rồi tiếp tục hành trình quay trở về Hoa Kỳ, về đến San Diego vào ngày 18 tháng 11. Sau bảy tháng nghỉ ngơi, sửa chữa và huấn luyện từ cảng nhà, nó lại lên đường vào ngày 18 tháng 6, 1951 để đi sang Triều Tiên. Trong lượt hoạt động kéo dài tám tháng này, cũng như lượt hoạt động tiếp theo bắt đầu từ ngày 15 tháng 9, 1952, nó đảm trách vai trò tương tự như lượt đầu tiên, đặc biệt là nhiệm vụ bắn phá các tuyến đường tiếp liệu dọc bờ biển của đối phương.

### 1953 - 1965
Sau khi đạt được thỏa thuận đình chiến tạm dừng cuộc xung đột tại bán đảo Triều Tiên vào tháng 7, 1953, Lyman K. Swenson tiếp tục được phái sang khu vực Tây Thái Bình Dương hàng năm, mỗi lượt kéo dài trung bình khoảng sáu tháng, mãi cho đến năm 1960.
Trong khuôn khổ chương trình Hồi sinh và Hiện đại hóa Hạm đội II (FRAM: Fleet Rehabilitation and Modernization), Lyman K. Swenson đi đến Xưởng hải quân Mare Island vào ngày 27 tháng 6, 1960 để được nâng cấp cảm biến và vũ khí chống ngầm mới, nhằm kéo dài vòng đời hoạt động thêm tám năm đồng thời đáp ứng được những thử thách của thế hệ tàu ngầm mới nhanh và mạnh hơn. Những vũ khí phòng không 40-mm và 20-mm được tháo dỡ, và sàn sau được cải biến thành một sàn đáp cho phép vận hành máy bay trực thăng không người lái Aerodyne QH-50 DASH, giúp gia tăng tầm hoạt động chống tàu ngầm của con tàu. Sau khi rời xưởng tàu, nó huấn luyện và thực tập trước khi cùng Đội khu trục 92 khởi hành vào ngày 6 tháng 1, 1962 cho một lượt phục vụ lâu dài tại Viễn Đông.
Đặt cảng nhà tại Yokosuka, Nhật Bản, Lyman K. Swenson tiến hành các hoạt động tuần tra, và tham gia tham gia cuộc tập trận "Tulungan" của Khối SEATO, cuộc diễn tập đổ bộ lớn nhất trong thời bình từng được tổ chức tại khu vực Tây Thái Bình Dương. Trong hai năm tiếp theo, phạm vi hoạt động của con tàu mở rộng ra khắp khu vực Viễn Đông; sau khi tham gia cuộc tập trận "Crazy Horse" của Đệ Thất hạm đội, nó đã viếng thăm Bangkok, Thái Lan, trong ba ngày, rồi viếng thăm Sài Gòn, Việt Nam trong bốn ngày. Con tàu Yokosuka rời vào ngày 12 tháng 6, 1964 để quay trở về Hoa Kỳ, ghé qua Australia trước khi về đến San Diego vào ngày 27 tháng 7. Nó đi vào Xưởng hải quân Puget Sound để đại tu vào tháng 1, 1965, và sau khi hoàn tất nó tiến hành huấn luyện ôn tập, rồi tiếp đón bốn tàu chiến thuộc Lực lượng Phòng vệ Biển Nhật Bản trong chuyến viếng thăm San Diego vào mùa Hè.

### Chiến tranh Việt Nam
Được lệnh đi sang vùng chiến sự tại Việt Nam, Lyman K. Swenson khởi hành từ San Diego vào ngày 24 tháng 8, 1965, và bắt đầu hỗ trợ hải pháo ngoài khơi bờ biển Nam Việt Nam từ ngày 4 tháng 10. Chỉ trong vòng hai tuần lễ, nó đã tiêu phí một lượng đạn pháo ngang với hai tháng hoạt động tương tự trong cuộc Chiến tranh Triều Tiên năm 1950. Sau đó nó làm nhiệm vụ hộ tống và canh phòng máy bay cho các tàu sân bay Independence (CVA-62) và Ticonderoga (CV-14).

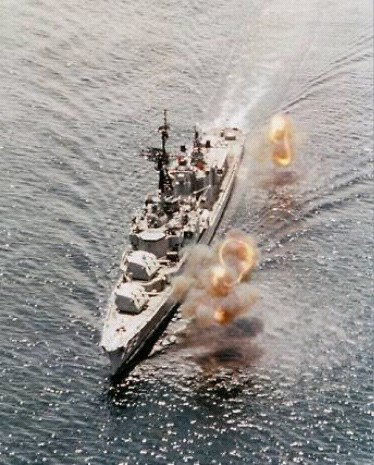
Lyman K. Swenson đang bắn phá những mục tiêu dọc bờ biển Việt Nam, năm 1969

Lyman K. Swenson tiếp tục hoạt động tại vùng biển ngoài khơi Việt Nam cho đến khi lên đường quay trở về nhà vào tháng 1, 1966. Nó về đến San Diego vào ngày 26 tháng 2, và tham gia chuyến đi thực tập hàng năm dành cho học viên sĩ quan vào tháng 6. Trong thời gian còn lại của năm 1966, nó hoạt động từ cảng nhà San Diego để thực hành tác xạ và thực tập chống tàu ngầm. Con tàu được sửa chữa tại Xưởng hải quân Long Beach từ ngày 26 tháng 1 đến ngày 1 tháng 3, 1967.
Lyman K. Swenson lại được phái sang khu vực Tây Thái Bình Dương vào ngày 8 tháng 4, và sau khi ghé qua Yokosuka, Nhật Bản, nó hoạt động trong vai trò tìm kiếm và giải cứu tại vịnh Bắc Bộ từ tháng 5 đến tháng 8, rồi hộ tống cho tàu sân bay Constellation (CV-64) trong tháng 9. Về đến cảng nhà vào ngày 6 tháng 10, nó tiếp tục phục vụ như một tàu huấn luyện kỹ thuật, rồi được chuyển sang dưới quyền Bộ chỉ huy Phát triển và Huấn luyện vào năm 1968. Con tàu phục vụ tại vùng bờ Tây trong phần lớn năm đó, rồi lại được phái sang Viễn Đông vào cuối năm và phục vụ cho đến đầu năm 1969.
Lượt hoạt động cuối cùng của Lyman K. Swenson trong cuộc Chiến tranh Việt Nam bắt đầu từ ngày 9 tháng 3, 1970; và cũng tương tự như những đợt biệt phái trước đây, nó tham gia nhiều nhiệm vụ bắn phá dọc bờ biển, hộ tống các tàu sân bay và tìm kiếm giải cứu những phi công bị hỏa lực phòng không đối phương bắn rơi. Con tàu hoàn tất lượt phục vụ khi về đến cảng nhà San Diego vào ngày 5 tháng 9.
Lyman K. Swenson được cho xuất biên chế vào ngày 12 tháng 2, 1971; tên nó được cho rút khỏi danh sách Đăng bạ Hải quân vào ngày 1 tháng 2, 1974. Con tàu được chuyển cho Đài Loan vào ngày 6 tháng 5, 1974 và được tháo dỡ để làm nguồn phụ tùng cho các con tàu còn hoạt động.

## Phần thưởng
Lyman K. Swenson được tặng thưởng năm Ngôi sao Chiến trận do thành tích phục vụ trong Thế Chiến II, và thêm sáu Ngôi sao Chiến trận khác trong Chiến tranh Triều Tiên.